# Ónodi Henrietta
Ónodi Henrietta (Békéscsaba, 1974. május 22. –) olimpiai bajnok magyar tornásznő. 1988-tól 1996-ig szerepelt a magyar válogatottban. Nemzetközi versenyeken lóugrásban volt a legeredményesebb, de más szereken, illetve összetettben is ért el jelentős eredményeket.

## Élete
Ötéves korától a Békéscsabai Előre Spartacus tornásza volt. 1986-ban a junior Európa-bajnokságon negyedik lett gerendán. 1988-ban mesterfokú magyar bajnok lett négy versenyszámban. Az ifjúsági Eb-n felemás korláton harmadik helyezést szerzett. 1989-ben a brüsszeli Európa-bajnokságon felemás korláton aranyérmet nyert, és ezzel ő lett a magyar női tornasport első Európa-bajnoka. Ugyanitt harmadik volt talajon, ötödik egyéni összetettben és gerendán, nyolcadik ugrásban. A világbajnokságon ötödik lett gerendán, kilencedik csapatban, 19. egyéni összetettben.
1990-ben az Európa-bajnokságon összetettben és talajon bronzérmes volt, felemás korláton és gerendán nyolcadik helyezést ért el. Abban az évben részt vett a jóakarat játékokon. 1991-ben világbajnoki ezüstérmes volt ugrásban, felemás korláton negyedik, gerendán hetedik, talajon és csapatban nyolcadik, egyéniben 31. lett. A magyar küldöttség tagja volt az 1992. évi barcelonai és az 1996. évi atlantai olimpián. Barcelonában lóugrásban – a román Lavinia Miloșovici mellett holtversenyben – olimpiai bajnoki címet szerzett. Talajon ezüstérmes, csapatban hatodik, egyéni összetettben nyolcadik lett. A világbajnokságon lóugrásban első, talajon második helyen végzett.
1993-ban nem indult a világbajnokságon. A mesterfokú bajnokságon sérülést szenvedett, így ki kellett hagyni az Universiadét. 1995-ben csapatban hetedik lett az Universiadén. Az 1996-os olimpián csapatban kilencedik lett. 1997-ben az Universiade-csapatban hetedik volt. Ezt követően befejezte a versenysportot.
Visszavonulása óta az Egyesült Államokban él. A San Antonió-i Incarnate Word Egyetem elvégzése (1993–) után Miamiban az Olimpikonok Világszövetsége regionális irodájának munkatársa lett. Jelenleg Miami mellett él, férje, Jim Haley, volt öttusázó, orvosként dolgozik, és Henrietta segédkezik neki a rendelőjében. Három gyermekük van, Annabella, Sebastian és Christian. 
Ónodi Henrietta testvére, Ónodi-Klausler Barbara pénzgyűjtést indított az olimpikon megsegítésére 2024. március 28-i szívinfarktusát követően, július 26-án a gofundme oldalon.

## Sporteredményei
- olimpiai bajnok (1992: lóugrás)
- olimpiai 2. helyezett (1992: talaj)
- olimpiai 6. helyezett (1992: összetett csapat)
- világbajnok (1992: lóugrás)
- kétszeres világbajnoki 2. helyezett (1991: lóugrás ; 1992: talaj)
- világbajnoki 4. helyezett (1991: felemás korlát)
- világbajnoki 5. helyezett (1989: gerenda)
- Európa-bajnok (1989: felemás korlát)
- háromszoros Európa-bajnoki 3. helyezett (1989: talaj ; 1990: összetett egyéni, talaj)
- Világkupa-győztes (1990: lóugrás)
- Világkupa 2. helyezett (1990: talaj)
- kétszeres Világkupa 3. helyezett (1990: összetett egyéni, felemás korlát)

## Díjai, elismerései
- Kiváló ifjúsági sportoló (1988)
- Az év magyar tornásza (1989, 1990, 1991, 1992)
- Az év magyar női sportolója választás, második helyezett (1989, 1992)
- A Magyar Köztársasági Érdemrend kiskeresztje (1992)
- Az év Békés megyei sportolója (1992)
- Magyar köztársasági elnöki aranyérem (1994)
- magyar Fair Play-díj (életmű) (1995)
- Békéscsaba díszpolgára (2007)[3]
- A magyar tornasport halhatatlanja (2009)[4]
- A tornasport halhatatlanja (International Gymnastics Hall of Fame) (2010)[5]
- Békéscsaba halhatatlan sportcsillaga (2017)[6]